# Сборная Американского Самоа по футболу
Национальная сборная Американского Самоа (самоан. Au soka Amerika Sāmoa) — футбольная сборная Американского Самоа. Управляющая организация — Федерация футбола Американского Самоа. Американское Самоа вошло в ФИФА в 1998 году. Домашние матчи проводит на стадионе «Паго Парк» в столице Паго-Паго. В рейтинге ФИФА на 4 апреля 2024 года занимает 189-е место.

## История

### До вступления в ФИФА и ОФК (1983—1998)
Впервые Американское Самоа представило свою футбольную команду на Южнотихоокеанских играх 1983, проходивших в городе Апиа, Самоа (на тот момент Западное Самоа). На этих играх 20 августа сборная провела свой первый официальный матч, завершившийся поражением от Западного Самоа 1:3. Два дня спустя команда одержала первую в истории победу, одолев Уоллис и Футуну со счётом 3:0. Команда закончила своё выступление на играх на групповой стадии после поражения от Тонги 2:3.
В следующем году была основана Футбольная ассоциация Американского Самоа, взявшая под контроль организацию сборной страны.
На Южнотихоокеанских играх 1987 самоанцы выступили крайне неудачно, проиграв 4 матча со счётом 1:42, включая тяжёлое поражение 0:20 от Папуа — Новой Гвинеи.
На Кубке Полинезии 1994 сборная также потерпела поражение во всех играх, заняв последнее место.

### В составе ФИФА и ОФК (с 1998)
Футбольная ассоциация страны стала полноправным членом ФИФА и ОФК в 1998 году, что позволило сборной впервые принять участие в отборочном турнире к чемпионату мира по футболу ФИФА. Свой первый официальный матч, признанный ФИФА, сборная Американского Самоа провела на Кубке Полинезии 1998 2 сентября в Раротонге против Тонги, закончившийся поражением 0:3. На самом кубке команда снова не набрала ни одного очка, проиграв все матчи со счётом 3:23.

#### Отборочный турнир ОФК к чемпионату мира 2002
В своей первой отборочной кампании к чемпионату мира, Американское Самоа попало в группу с Австралией, Фиджи, Тонга и Самоа. Во время отборочного турнира был установлен мировой рекорд победы в официальных матчах: сборная Австралии забила 31 безответный мяч в ворота сборной Американского Самоа. Последствиями этого матча стали переход Австралии из ОФК в АФК и создание предварительного раунда в океанской зоне квалификации к чемпионату мира. За весь турнир самоанцы не смогли забить ни одного гола, проиграв все матчи со счётом 0:57.
В отборах на чемпионаты мира 2006 и 2010 команда также выступила бесславно, забив по мячу в каждом из турниров и пропустив больше тридцати.
С момента вступления в ФИФА сборная Американского Самоа считалась одной из самых слабых сборных в мире, находясь на последней строчке рейтинга ФИФА.

#### Отборочный турнир ОФК к чемпионату мира 2014
После очередного неудачного выступления на Тихоокеанских играх 2011, где сборная проиграла все матчи со счётом 0:25, директор футбольной федерации Американского Самоа Тавита Таумуа связался с футбольной федерацией США с просьбой помочь с поиском нового тренера. Та, в свою очередь, разместила предложение о работе тренером сборной Американского Самоа. Единственным откликнувшимся был голландский тренер Томас Ронген. На подготовку к отборочному турниру оставался только один месяц.
Отборочный этап к чемпионату мира 2014 оказался для сборной самым успешным в истории: в первом же матча была одержана историческая победа над сборной Тонги 2:1. Эта победа стала всего лишь второй в официальных международных встречах и первой в матчах под эгидой ФИФА. Во 2-м туре команда сыграла вничью с Островами Кука (1:1) и сохраняла шансы на выход во 2-й раунд. Перед матчем с Самоа у обеих команд были одинаковые показатели. Во втором тайме игрок Американского Самоа имел шансы вывести команду вперёд, но попал в штангу. До 89-й минуты всё шло к дополнительному времени, но более опытная сборная Самоа забила решающий гол на 90-й минуте и не дала сборной Американского Самоа выйти из группы.

#### Кубок наций ОФК 2016 (отборочный турнир)
Отборочный турнир к Кубку наций ОФК 2016 выполняет также функции первого этапа отборочного турнира от Океании к чемпионату мира 2018 года в России. Одержав победы над сборными Тонги и Островов Кука, сборная Американского Самоа была очень близка к проходу в следующий раунд отбора на чемпионат мира и выходу на Кубок наций ОФК, но уступила первое место сборной Самоа лишь по разнице мячей.
На Тихоокеанских играх 2019 Американское Самоа в своей группе набрало одно очко, сыграв вничью с Тувалу (этот матч не признаётся ФИФА, так как Тувалу не является членом ФИФА) и заняло предпоследнее место с разницей мячей 2:36.
Сборная снялась с отборочного турнира к чемпионату мира 2022 в Катаре из-за коронавируса.

## Тренеры сборной
- Тиво Куммингс (2000)
- Энтони Лангкильде (2001)
- Туноа Луи (2001—2002)
- Иан Крук (2004)
- Нэтан Миз (2007)
- Дэвид Брэнд (2007—2010)
- Иофи Лалогафуафуа (2011)
- / Томас Ронген (2011)
- Ларри Мана’о (2015—2019)
- Туноа Луи (с 2019)

## Стадион
Домашним стадионом Американского Самоа является «Паго Парк» в столице Паго-Паго. Однако команда ни разу в своей истории не играла домашний матч. Стадион был показан в документальном фильме «Следующий гол — победный» 2014 года. Используется как тренировочная площадка для подготовки команды к международным турнирам.

## Участия в Чемпионатах мира
- 1930 — 1998 — не участвовала в отборе
- 2002 — 2018 — не прошла квалификацию
- 2022 — снялась с турнира
- 2026 — не прошла квалификацию

## Кубок наций Океании
- 2002 — 2016 — не прошла квалификацию

## Тихоокеанские игры
- 1983 — групповой этап
- 1987 — групповой этап
- 2007 — групповой этап
- 2011 — групповой этап
- 2019 — групповой этап

## Кубок Полинезии
- 1994 — 4-е место
- 1998 — 5-е место
- 2000 — 5-е место

## Известные игроки
- Ролстон Масаниа’и

## В культуре
- Фильм «Следующий гол — победный» (2023)